# Esther Bendahan Cohen
Esther Bendahan Cohen (Tetuan, 1964) és una escriptora espanyola d'origen sefardita. Es va establir amb la seva família a Madrid, on va estudiar psicologia i filologia francesa. És directora del programa de televisió «Shalom» (La2) i Cap de Programació de Casa Sefarad-Israel.

## Obres
- Soñar con Hispania (amb Ester Benari), Ediciones Tantín, 2002
- La sombra y el mar, Morales del Coso, 2003
- Deshojando alcachofas, Seix Barral, 2005
- Déjalo, ya volveremos, Seix Barral, 2006
- La cara de Marte, Algaida, 2007.
- El secreto de la reina persa, La Esfera de los Libros, 2009.
- Pene, 2011.
- Tratado del alma gemela, 2012.

## Premis
- Premio Tigre Juan, 2006 amb La cara de Marte.
- XXII Premio Torrente Ballester, 2012 amb Tratado del alma gemela

## Traduccions
- Au nom de l'Autre: Réflexions sur l'antisémitisme qui vient , Alain Finkielkraut, Seix Barral, 2005 (amb Adolfo García Ortega).